# Seleukos III Keraunos
Seleukos III Soter, được gọi là Seleukos Keraunos (Tiếng Hy Lạp: Σέλευκος Γ 'Σωτὴρ, Σέλευκος Κεραυνός khoảng 243 TCN – 223 TCN), là vị vua thứ năm của vương quốc Seleukos thời Hy Lạp hóa. Ông là con trai cả của Seleukos II Kallinikos.

## Tiểu sử
Tên khai sinh của ông là Alexrander. Sau khi ở ngôi được 3 năm, Seleukos đã bị quân lính của mình ám sát tại Tiểu Á trong chiến dịch chống lại vua Attalos I của Pergamon. Tên hiệu chính thức của ông là "Soter" (Tiếng Hy Lạp: Σωτὴρ có nghĩa là "Cứu tinh"), trong khi ông biệt hiệu "Keraunos" (Tiếng Hy Lạp: Κεραυνός có nghĩa là "Sấm sét").